# Laurus nobilis
Pour les articles homonymes, voir Laurier.
Ne pas confondre avec le Laurier-rose, très toxique.
Espèce
Classification phylogénétique
Statut de conservation UICN

 LC  : Préoccupation mineure
Laurus nobilis, Laurier noble, le Laurier vrai, Laurier-sauce ou simplement Laurier, est une espèce de plantes à fleurs de la famille des Lauracées. C'est un arbuste à feuillage persistant originaire du bassin méditerranéen. Il est parfois appelé Laurier d'Apollon.

## Terminologie
Le substantif masculin,, « laurier » (prononcé : [loʁje] ou prononcé en français : [lɔʁje]) est dérivé, avec le suffixe -ier, de l'ancien français lor,, du latin laurus,,.
Le laurier est aussi appelé laurier commun, laurier franc, laurier noble, laurier d'Apollon ou laurier-sauce.

## Description
Le laurier est un arbuste dioïque mesurant de 2 à 6 m (en jardins et espace vert) et jusqu'à 20 m de haut (en environnement naturel), à feuilles persistantes, à tige droite et grise dans sa partie basse, verte dans le haut.
Les feuilles de forme lancéolée, alternes, coriaces, à bord ondulé, sont vert foncé sur leur face supérieure et plus claires à la face inférieure. Elles dégagent une odeur aromatique quand on les froisse.

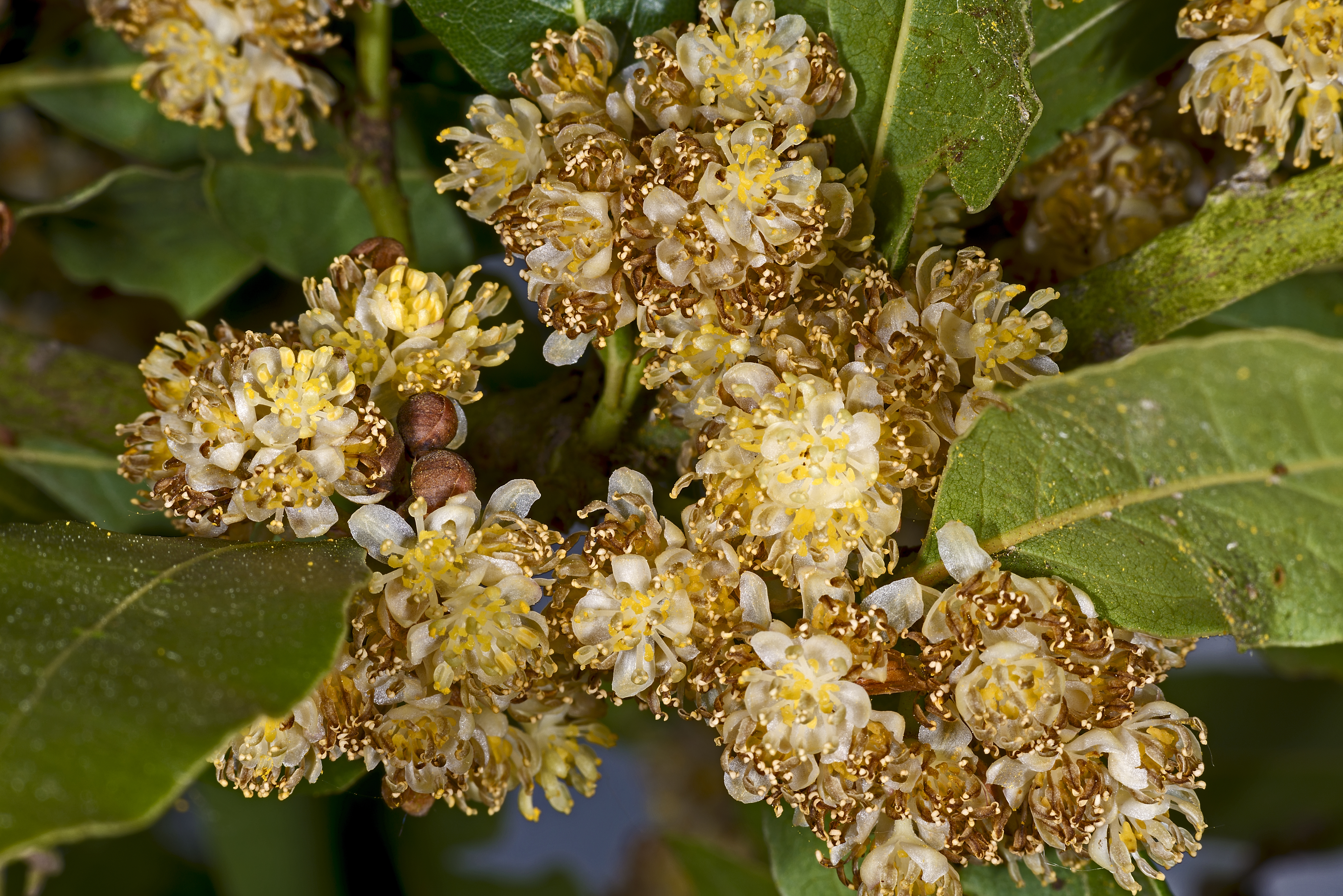
Inflorescences
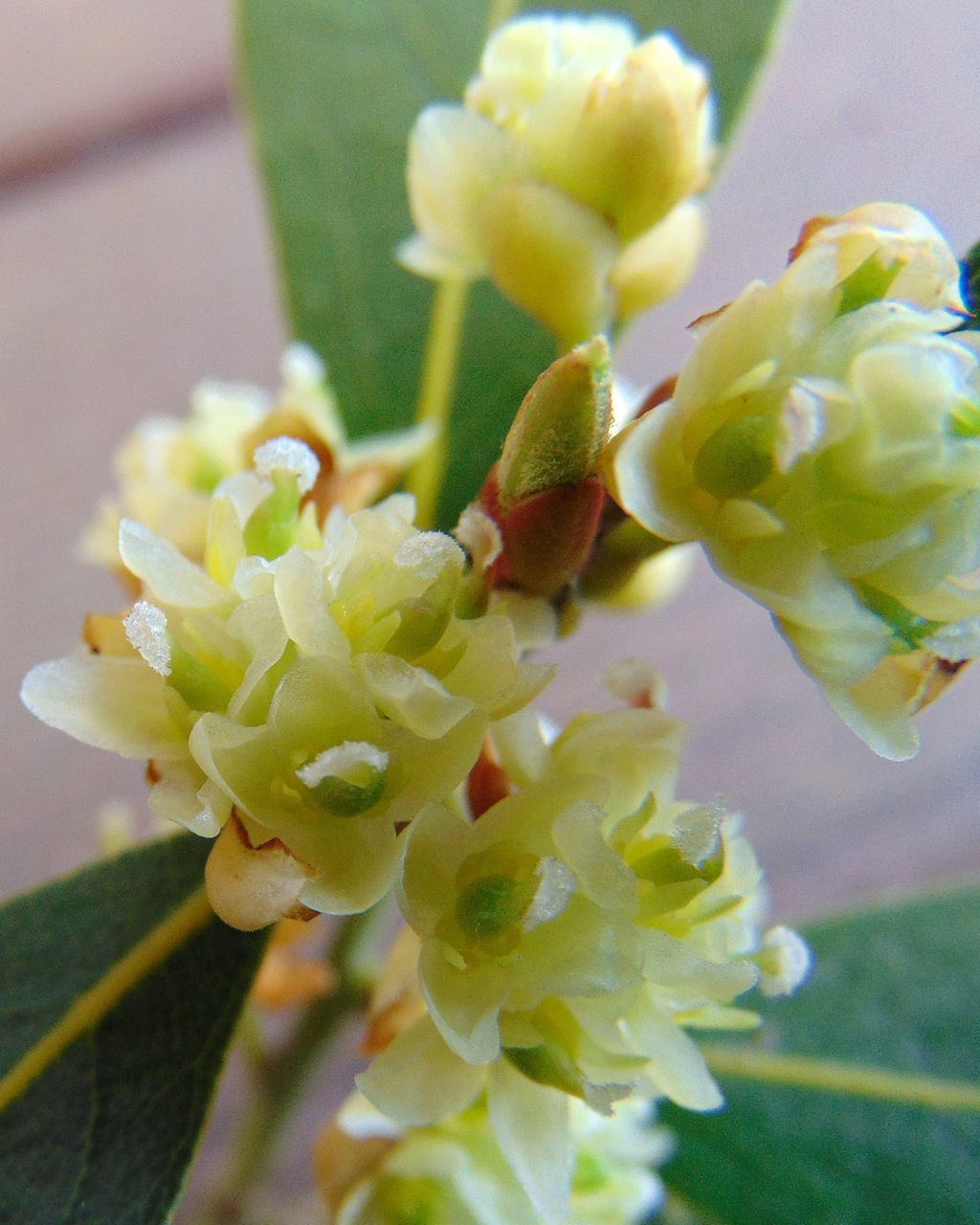
Fleurs femelles
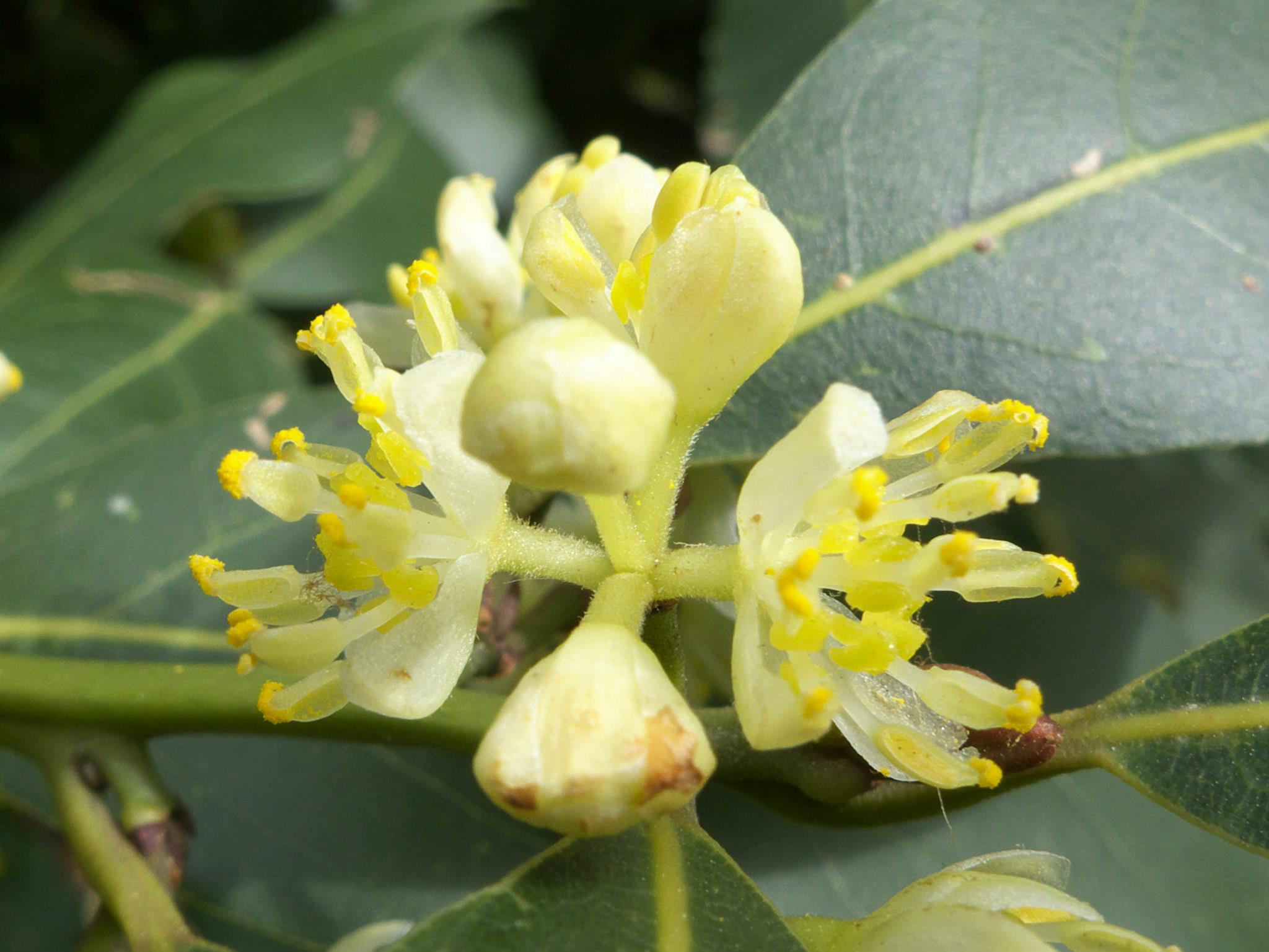
Fleurs mâles

Les fleurs, blanchâtres, groupées par 4 à 5 en petites ombelles, apparaissent en mars-avril. C'est une plante dioïque : les fleurs mâles et femelles sont sur des pieds séparés.
Le fruit est une drupe ovoïde, noir violacé et nue contenant une seule graine. Elle mesure de 10 à 15 mm et est mature en milieu d'automne.
Génétiquement, Laurus nobilis est une plante à différents niveaux de ploidie (2n = 36, 42, 48, 54, 60, 66, 72 chromosomes). Le caryotype le plus fréquent est la tétraploïdie à 48 chromosomes (2n = 4x = 48) d'une longueur moyenne de 4,01 μm.

## Composition
Le laurier-sauce est très étudié pour ses huiles essentielles et sa composition volatile. Cette composition connait de grandes variations selon l'origine géographique, les cultivars, les saisons de récolte, les méthodes d'extraction et les méthodes de séchage. Par exemple, en Turquie, 230 génotypes ont été caractérisés dont 95 sélectionnés pour leur qualité supérieure. En Israël, 21 variations de L. nobilis sauvage sont connues, dont l'arôme va de « bien citronné » à « presque pas d'odeur du tout ».
Les variations génétiques du laurier-sauce et les différents cultivars n'ont pas fait l'objet d'un recensement complet : s'il existe des listes publiées à l'échelle régionale, il manque encore en 2022, une banque mondiale de données sur les génotypes du laurier-sauce et ses phénotypes (variations morphologiques et biochimiques).

### Feuille
Les feuilles du laurier-sauce contiennent dans tous les cas du 1-8 cinéol en quantité significative. Les autres substances volatiles principales sont des composés terpéniques : sabinène, linalol, pinène, terpinène, eugénol… dont la concentration varie selon l'origine géographique. Par exemple, l'huile essentielle de feuille de laurier d'Inde et du Népal contient plus de linalol que de cinéol.
Cette composition varie aussi selon l'âge de la plante (les feuilles de jeunes pousses sont plus riches que les vieilles) et le sexe (les feuilles de plantes femelles contiennent, en général, plus de terpènes que les mâles).

### Fleur
La fraction volatile des fleurs entières est principalement constituée d'ocimène, puis de cinéol, alors que le principal volatile du pollen est le limonène. Les autres composants sont le β-caryophyllène, le farnésène, l'élémène (en), le germacrène D.
Il existe des différences significatives entre les différents organes de la fleur et selon le sexe. Les fleurs femelles contiennent surtout des monoterpènes, comme l'eugénol, alors que les fleurs mâles contiennent principalement des sesquiterpènes, comme le farnésène, et des benzaldéhydes. Ces différences constitueraient un gradient olfactif servant de guide aux insectes pollinisateurs.

### Fruit et racine
Le fruit contient les mêmes composants que les autres parties de la plante, avec une plus grande variation mais en quantité plus faibles. La composition varie aussi selon la maturité du fruit et du sexe de la plante. Certains terpènes, comme l'ionone, ne sont présents que dans le péricarpe frais des fruits mûrs.
Les racines contiennent une huile essentielle constituée principalement de divers monoterpènes et sesquiterpènes : cinéol, cymène, cadinène… en plus forte concentration dans les racines femelles.

## Écologie et distribution

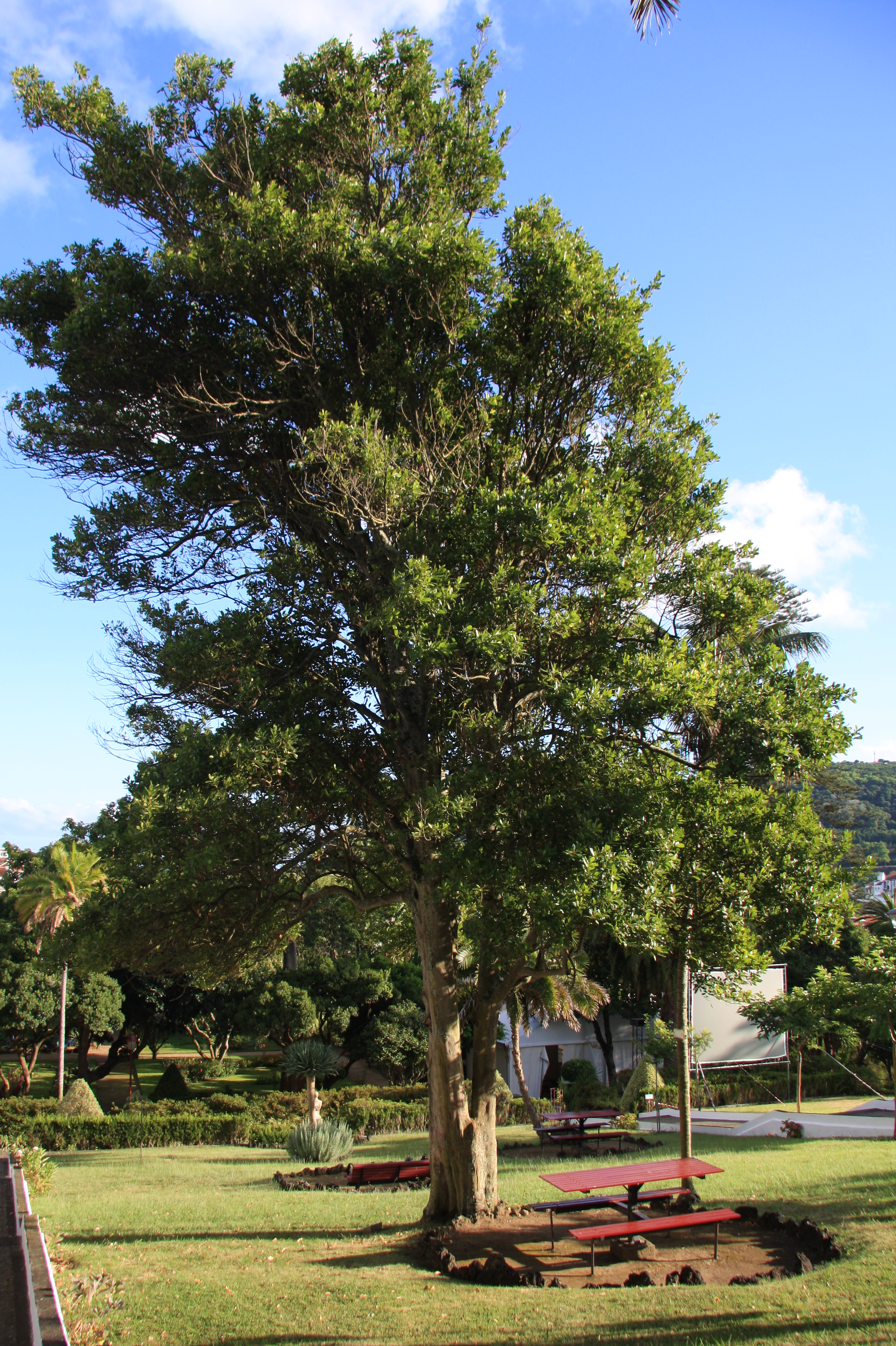
L'arbre.

Laurus nobilis est apparemment originaire d'Asie Mineure, mais il est présent depuis si longtemps en région méditerranéenne qu'il peut être originaire aussi de cette région.
Laurus nobilis est une relique des forêts qui couvraient à l'origine la plus grande part du bassin méditerranéen, qui connaissait un climat plus humide. Avec l'assèchement de la mer Méditerranée durant le Pliocène, les forêts de lauriers sauce ont peu à peu été remplacées par des plantes plus adaptées à des milieux secs. La plupart des dernières forêts de lauriers sauces ont visiblement disparu il y a environ 10 000 ans. Quelques-unes subsistent dans les montagnes du sud de la Turquie, au nord de la Syrie, le sud de l'Espagne, le centre-nord du Portugal, le nord du Maroc, dans les îles Canaries et à Madère.
La FAO propose que l'espèce serait native sur une partie du pourtour méditerranéen : sur les côtes de Turquie, de Grèce, des Balkans, au sud de la péninsule ibérique et au nord du Maghreb. La répartition actuelle de l'espèce est plus large incluant l'Italie (jusque dans les Alpes) et la côte méditerranéenne française. Elle s'est également implantée sur la façade atlantique, de la Bretagne à l'Algarve. Le GBIF montre une distribution au nord jusque sur le pourtour de la mer d'Irlande.

## Culture

### Conditions
Le laurier sauce n'est que partiellement rustique. Il ne survit en région froide qu'avec une protection hivernale.
Il croît en climat tempéré froid, près de zones maritimes. Ses conditions optimum de température sont de 17 à 25 °C, en pouvant la tolérer de 8 à 30 °C. Les arbrisseaux peuvent survivre à - 5° C, mais la croissance est gravement perturbée à - 1 °C. Laurus Nobilis est donc absent en haute altitude, et sa distribution géographique a suivi les glaciations quaternaires.
La croissance de Laurus nobilis demande une pluviométrie annuelle de 600-1000 mm, en pouvant supporter 300-2200 mm.
Peu exigeant quant au sol, le laurier préfère cependant les sols frais et bien drainés. Le pH optimum est de 5 à 6, mais la plante peut supporter un pH de 4,5 à 8,2. Elle résiste bien aux vents (utilisée dans les jardins comme haie), mais pas aux vents extrêmes maritimes et aux vents secs et froids.
Il peut être multiplié par graines et par boutures de racines ou de rameaux (semi-aoutés). La croissance du semis est assez lente (plusieurs mois à une année pour germer), sa dormance est mal connue. La graine nécessite une stratification à froid et humide pendant 30 jours.
Le laurier supporte très bien la taille.

### Maladies
Il est sensible aux parasites qui le peuplent habituellement. Les plus courants sont :
- Les punaises (90 % des lauriers en portent). Un champignon noir (comme Cladosporium[4]) s’installe sur la mélasse sécrétée par ces insectes ; cela nuit peu à la plante mais la rend très mauvaise à consommer.
- Des pucerons comme Aphidoidea, des cochenilles comme Pseudococcidae, ou des thrips comme Thysanoptera[4].
- Le psylle du laurier (Trioza alacris) produit des symptômes très visibles : les feuilles semblent froissées à la suite des morsures de ce petit insecte suceur, difficile à voir du fait de sa mobilité.

### Récolte et production
La récolte des feuilles de laurier peut se faire toute l'année, car la plante est toujours verte. Toutefois, elles sont habituellement récoltées (à la main ou au râteau) lorsque la plante est en fleur, en dehors de la rosée ou d'un temps humide ou pluvieux, pour éviter une dégradation de qualité (une ou deux récoltes par an sont recommandées).
Les feuilles de laurier sont classées selon leur forme, leurs dimensions, leur couleur et leur arôme avant emballage, selon les standards de qualité et les préférences des consommateurs. Les conditions recommandées de stockage sont 10-15 °C de température et 55-65 % d'humidité relative
Au-delà des zones traditionnelles de culture, les feuilles de laurier sont produites aussi en Amérique du Nord, mais le premier producteur mondial est la Turquie avec une production annuelle de 7 000 à 7 500 tonnes, soit près de 97 % de la production mondiale, exportée vers 67 pays.

## Utilisation

### Alimentaire

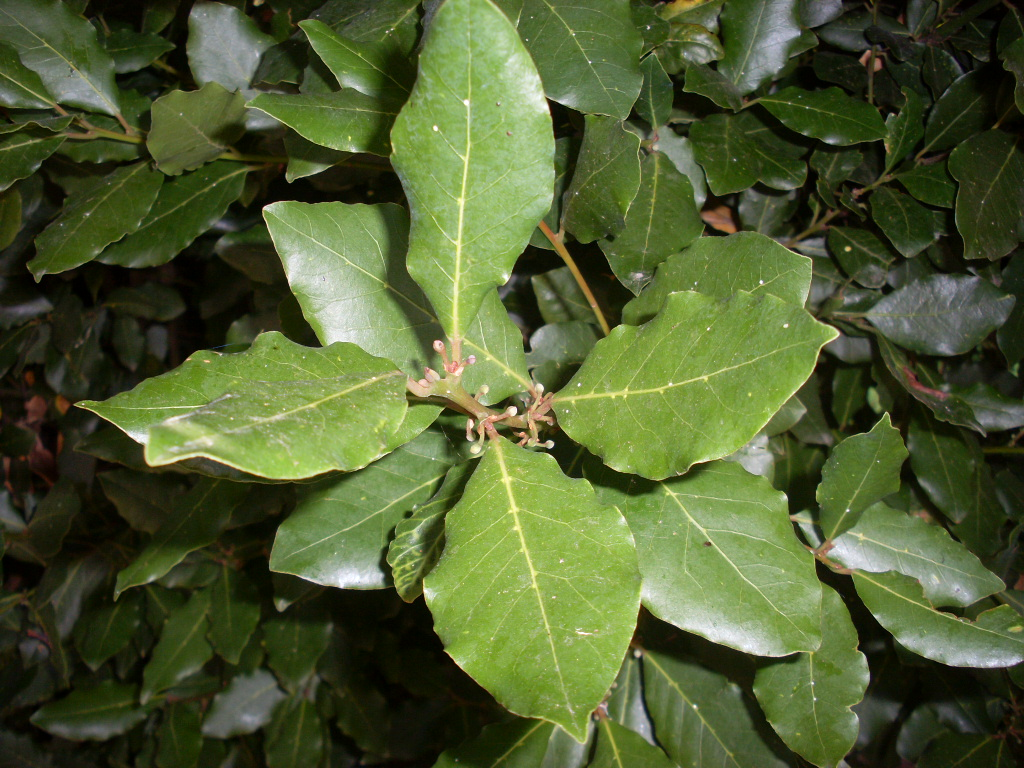
Feuilles de Laurier sauce

Les feuilles de laurier sont très utilisées pour leur arôme, en cuisine méditerranéenne comme dans la plupart des cuisines du monde. Fraîches, elles sont d'abord émiettées ; sèches, elles peuvent être entières, émiettées, ou en poudre.
En condiment, elles sont habituellement sèches et entrent dans la composition du bouquet garni, pour infusion ou cuisson dans la sauce. Les feuilles sont aussi ajoutées aux huiles et vinaigres, marinades et puddings. En Saintonge, la feuille est employée fraîche pour les courts-bouillons, matelotes et ragoûts.
Les baies du laurier noble sont aussi comestibles et très aromatiques. Elles renferment 3% d'huiles essentielles dont la composition est différente de celles des feuilles. Elles contiennent aussi une huile grasse (25%) qui peut être extraite par pression à froid, se solidifiant. 
En Catalogne, on les utilise pour cet alcool à base de noix, le ratafia, en Sicile les feuilles sont utilisées pour préparer une liqueur parfumée appelé le rosolio et les Bédouins aromatisent leur café de feuilles de laurier noble.
Les fleurs de laurier-sauce séchées peuvent aussi être employées en infusion avec une cuillère de miel, et les baies séchées ont les mêmes propriétés culinaires que les feuilles ; elles sont préparées avec une râpe, de la même manière que la noix de muscade. Il est préférable d'en user avec modération, car la présence de lactones et d'alcaloïdes peut procurer un goût amer.[réf. nécessaire]
En Inde, plusieurs espèces différentes, au parfum plus ou moins proche du Laurus nobilis, sont utilisées en cuisine, sous le nom de laurier, souvent sans distinction entre elles. Il s'agit le plus souvent de Cinnamomum tamala. Le L. nobilis n'est jamais utilisé en cuisine traditionnelle, mais parfois dans des plats occidentaux ou adaptés.[réf. nécessaire]

### Ornementale

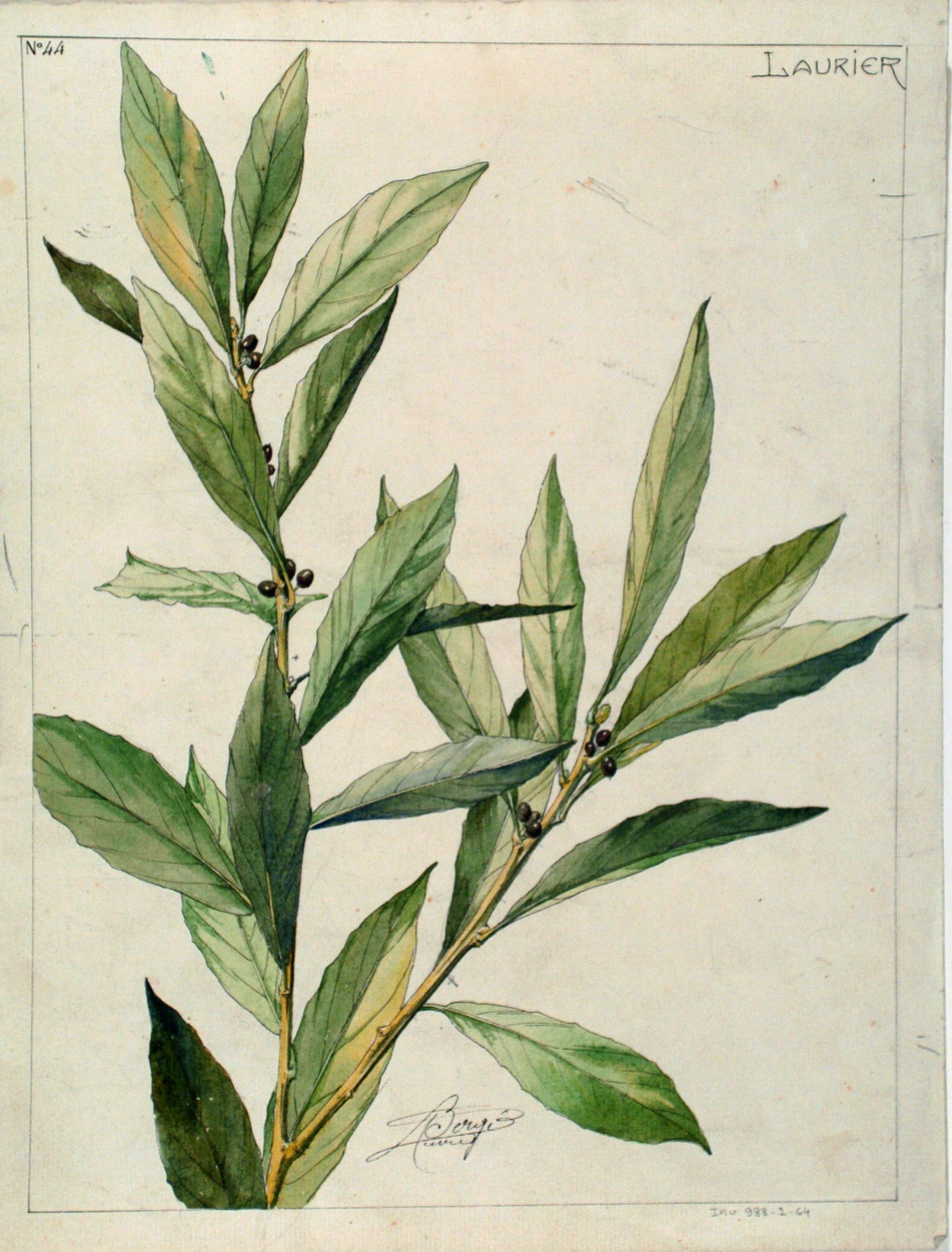
Laurier, début du XXe siècle, Henri Bergé, Musée de l'École de Nancy

Cet arbuste est aussi très cultivé pour l'ornementation, notamment pour l'art topiaire : la Belgique est connue pour ses pépinières spécialisées dans la culture de laurier noble qui est mentionnée depuis le 1554. Le laurier flamand (Vlaamse laurie) possède ainsi une Indication Géographique Protégée. Hors des régions de climat méditerranéen, il peut être sensible au gel, et est souvent cultivé en bacs ; cependant certaines variétés, undulata notamment, se révèlent rustiques, et sont marcescentes ou repartent à partir de leur souche après une période de gel importante.
La branche de laurier-sauce était appréciée aussi comme ornement par les Romains qui confectionnaient des couronnes pour les vainqueurs : les « lauréats ».

### Médicinale
En tant que plante aromatique, Laurus nobilis a été utilisée comme plante médicinale traditionnelle, notamment contre les maladies fébriles et le « mauvais air » (anti-miasmatique). Les feuilles de laurier figuraient parmi la composition de plantes contenues dans le masque à bec des médecins de peste, avec la lavande, le thym, le romarin…
Les feuilles et les fruits ont des propriétés stomachiques, carminatifs, antiseptiques et stimulants et l'huile extraite des baies est utilisée en usage externe contre les rhumatismes et entrent dans la composition d'onguents et du fameux savon d'Alep.
Les principes actifs reconnus les plus importants sont des monoterpènes (comme l'eucalyptol, le limonène, et l'α-pinene) qui ont des propriétés antioxydantes, antimicrobiennes et antifongiques.
De nombreux métabolites secondaires du laurier-sauce ont des effets répulsifs sur les arthropodes. En huile essentielle, fumigation ou autres extraits, L. nobilis exerce une action répulsive contre Ephestia kuehniella, Rhyzopertha dominica, Tribolium castaneum qui infestent les stocks de céréales ; de même contre Varroa destructor qui parasite les abeilles.
Au Maroc, en Algérie et en Tunisie, on frictionne les chevaux avec des feuilles fraîches afin d'en éloigner les mouches. On utilise également la feuille broyée en poudre pour lutter contre les fortes migraines : la poudre est alors prisée. Les feuilles du laurier-sauce contiennent du benzaldéhyde, de la pipéridine et du geraniol à une concentration de 50 ppm ; ces molécules sont toutes trois connues pour leurs qualités de répulsion des insectes. Cependant, elles sont sans effets sur leurs propres parasites (comme Trizoza alacris) et les prédateurs de ces parasites (comme Antocoris nemoralis).
Il existe un important travail de recherches sur L. nobilis qui intéresse les industries agroalimentaire, pharmaceutique et cosmétique. Ce domaine reste toutefois à clarifier car il présente encore beaucoup d'inconnues (bases moléculaires de la production d'arômes par la plante, mode d'action, toxicité, mode d'utilisation...).

## Histoire et symbolique
Comme le sapin, l'épicéa ou le houx, le laurier reste vert en hiver : ceci explique que plusieurs cultures en aient fait un symbole d'immortalité (selon les Chinois, la lune contiendrait un laurier et un immortel).

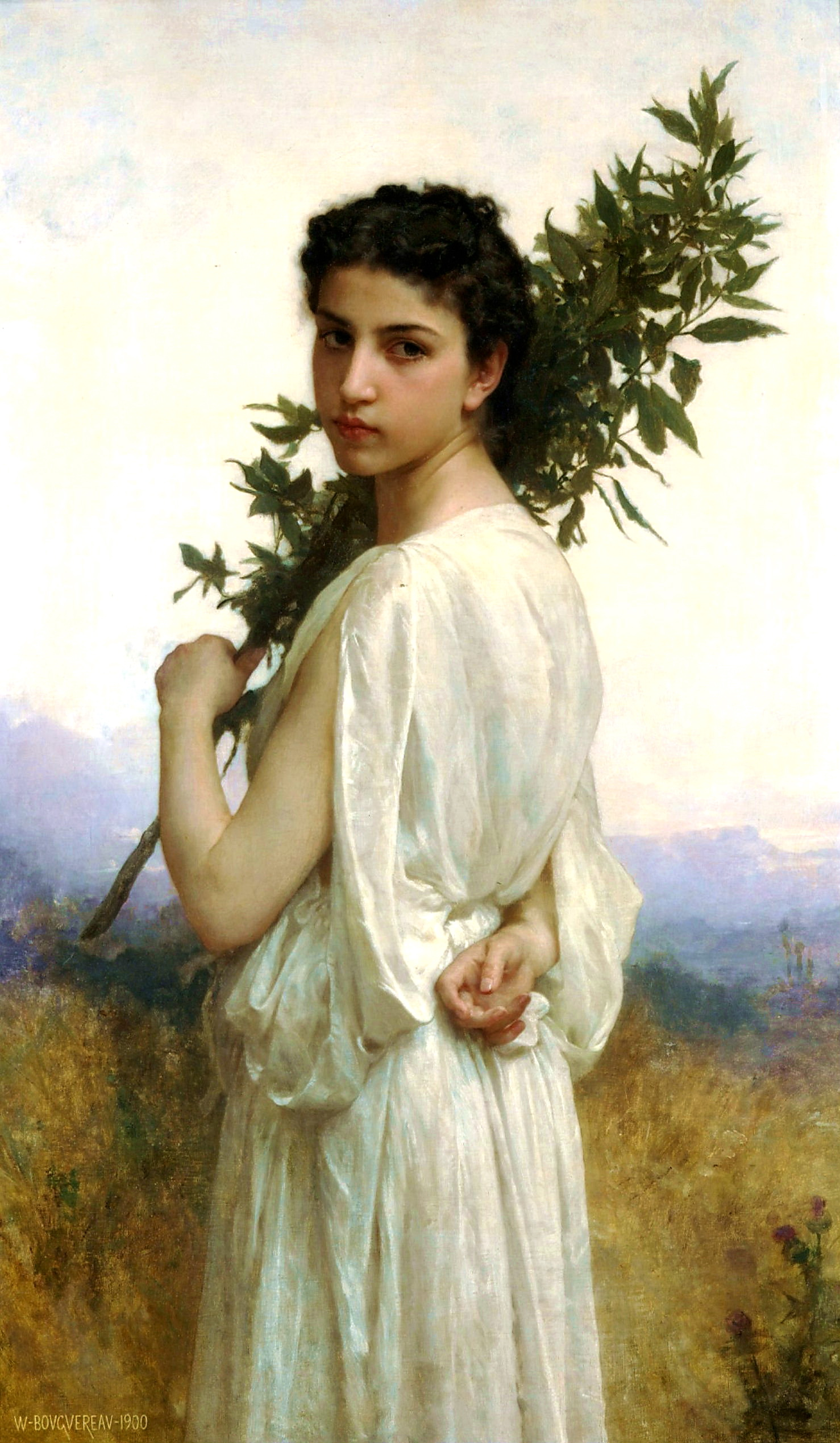
Branche de laurier (peinture académique de William Bouguereau - XIXe siècle)

Le laurier est le symbole d'Apollon. Selon Ovide, Daphné nymphe de la mythologie grecque, fut le premier amour d'Apollon. Tentant de fuir le dieu, elle se voit métamorphosée en laurier par son père (le dieu fleuve Pénée) lorsque, après une longue poursuite, il la voit presque rattrapé. Dès lors, Apollon en fait son arbre de référence, consacré aux triomphes, aux chants et aux poèmes.
En Grèce, cet arbuste dédié à Apollon représentait l'immortalité acquise par la victoire, ainsi que les conditions mêmes de la victoire : la sagesse unie à l'héroïsme. D'où l'origine de la couronne de laurier qui ceignait la tête des héros, des génies et des sages. Toujours en rapport avec Apollon, la Pythie et les devins mâchaient ou brûlaient du laurier pour Apollon, afin d'attirer ses facultés divinatoires, et ceux qui recevaient de la Pythie une divination favorable retournaient chez eux avec une couronne de laurier.
Dans l'Œdipe de Sénèque, c'est ce laurier prophétique qui menace Œdipe. Selon Pline l'Ancien, la foudre ne frappant jamais le laurier, l'empereur Tibère se couronnait de ses feuilles pour se protéger.
Au Moyen Âge, on couronnait de laurier les savants distingués dans les universités. Dans les écoles de médecine, la couronne dont on entourait la tête des jeunes docteurs était faite de rameaux feuillés de laurier avec des baies, d'où le nom « baccalauréat » (bacca laurea : baie de laurier) donné encore de nos jours en France au diplôme qui sanctionne la fin des études secondaires. En Italie, la fin d'études s'appelle encore « Laurea », et les jeunes italiens participent à la cérémonie couronnés de lauriers.
Autrefois on pensait que le tubercule de l'arum tacheté enveloppé dans une feuille de laurier d'Apollon favorisait les entreprises juridiques. L'Arum maculatum était considéré dans les temps reculés comme une plante magique associée à la magie blanche.
Dans le calendrier républicain, le Laurier était le nom attribué au 13e jour du mois de pluviôse.
Dans le langage des fleurs, le laurier symbolise la gloire. Le laurier est encore un symbole de paix.

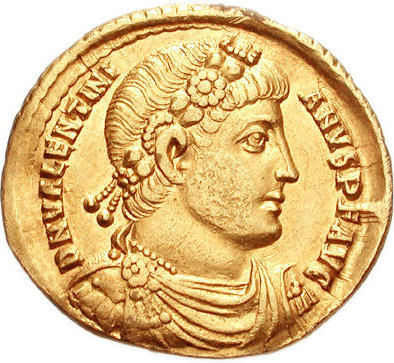
L'empereur Valentinien Ier sur une pièce antique
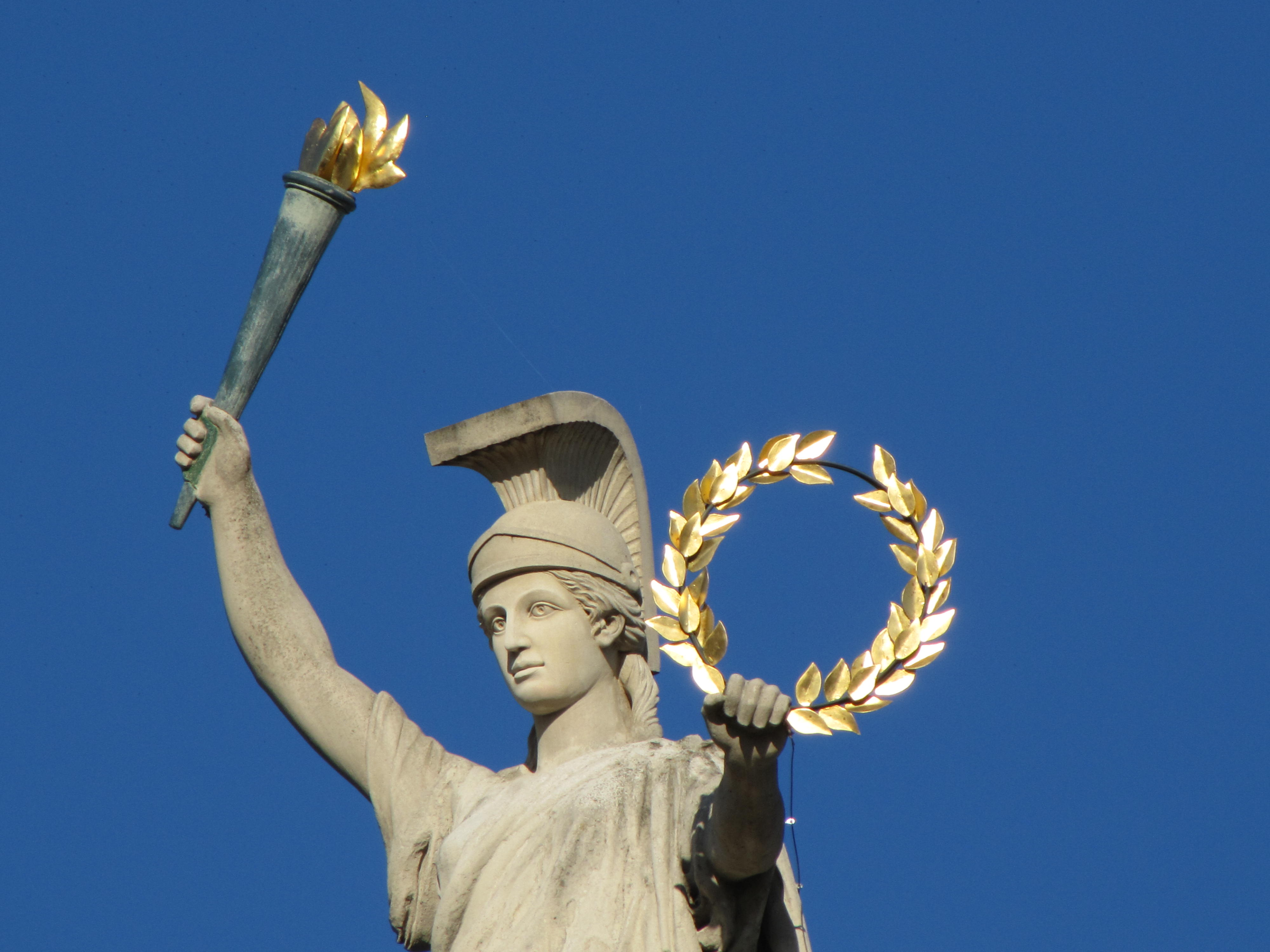
Statue de la Victoire
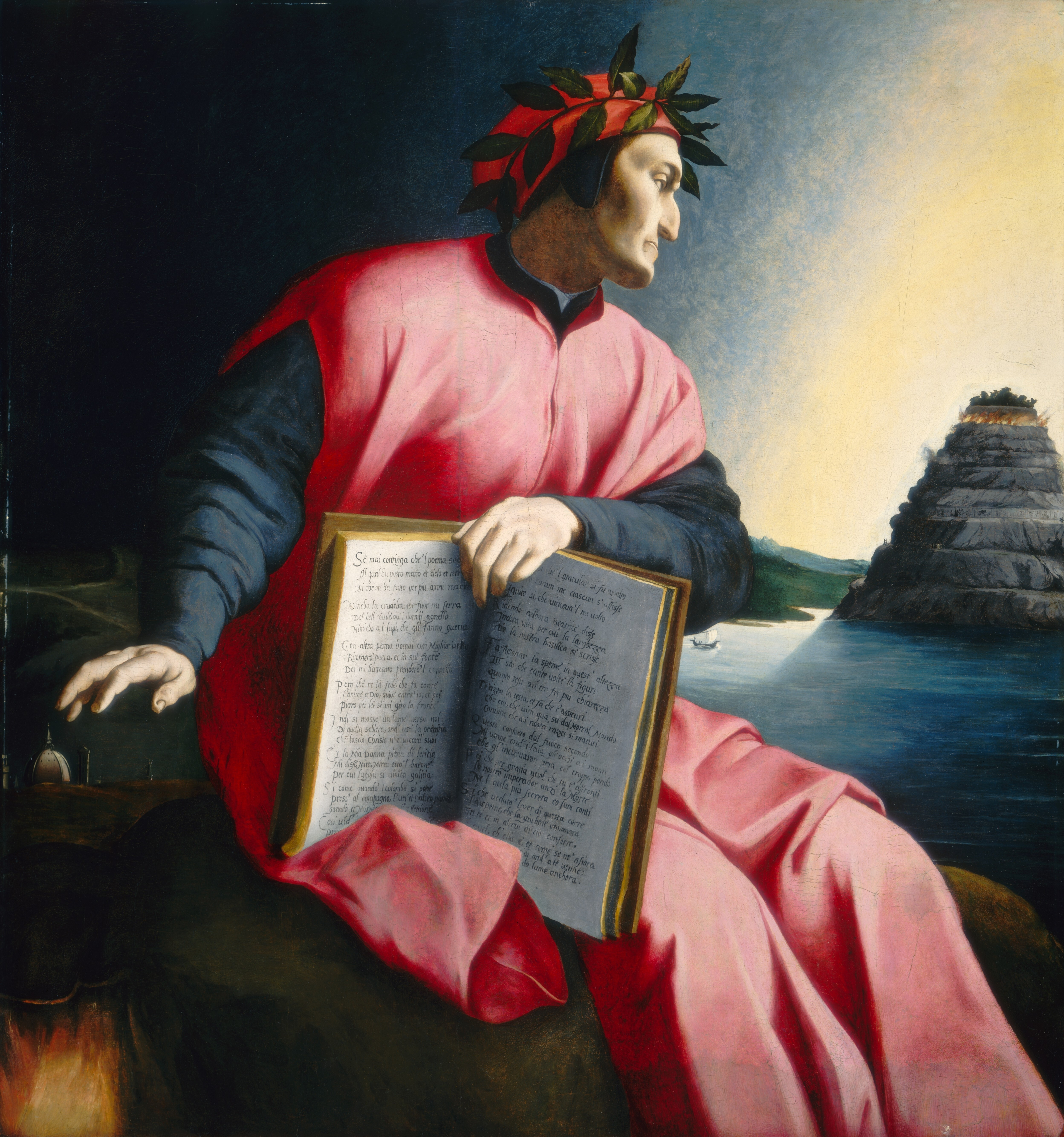
Dante par Agnolo Bronzino (XVIe siècle)
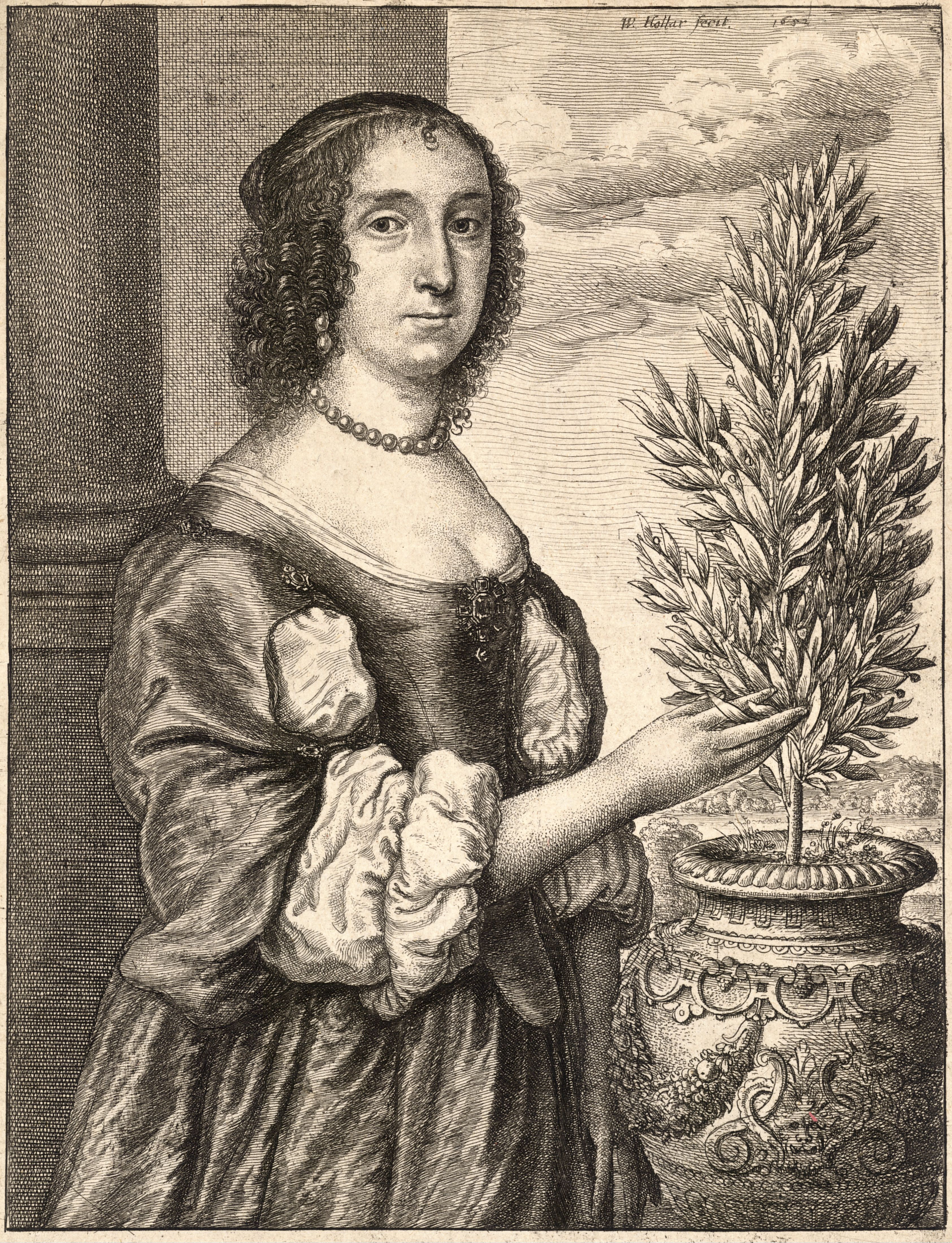
Femme au laurier par Wenceslas Hollar (XVIIe siècle)
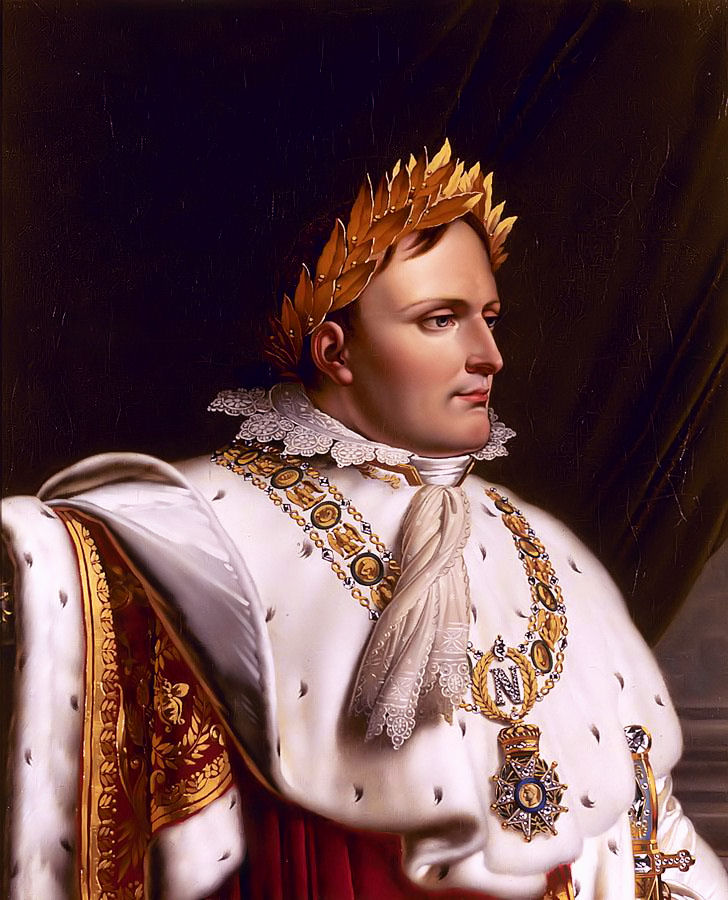
Napoléon par Anne-Louis Girodet
Blason de Boxford
Drapeau du Paraguay

## Les autres lauriers
Le laurier noble est le seul laurier parfumé, comestible et non toxique.
Il serait dangereux de confondre le laurier noble avec le laurier rose. Quand on parle de laurier à fleurs, il s'agit en fait de laurier rose. Celui-ci n'est pas utilisé en cuisine, car il est toxique.
Beaucoup d'autres plantes sont également appelées lauriers, mais n'appartiennent ni au genre Laurus, ni même, pour la plupart, à la famille des Lauracées. On peut citer :
- le laurier rose (Nerium oleander), de la famille des Apocynacées, extrêmement toxique,
- le laurier-tin (Viburnum tinus), de la famille des Adoxacées,
- le laurier du Portugal (Prunus lusitanica) qui est une rosacée,
- le laurier-cerise (Prunus laurocerasus) également une rosacée.

Parmi tous les lauriers, le laurier rose est une des plantes les plus dangereuses et toutes ses parties sont toxiques. L'ingestion d'une simple feuille peut s'avérer mortelle pour un adulte, en raison des troubles cardiaques provoqués. Cet arbre vivace possède d'élégantes fleurs parfumées qui peuvent être blanches, rouge-rose, jaune, orangées ou rouge-orangé.

## Liens externes

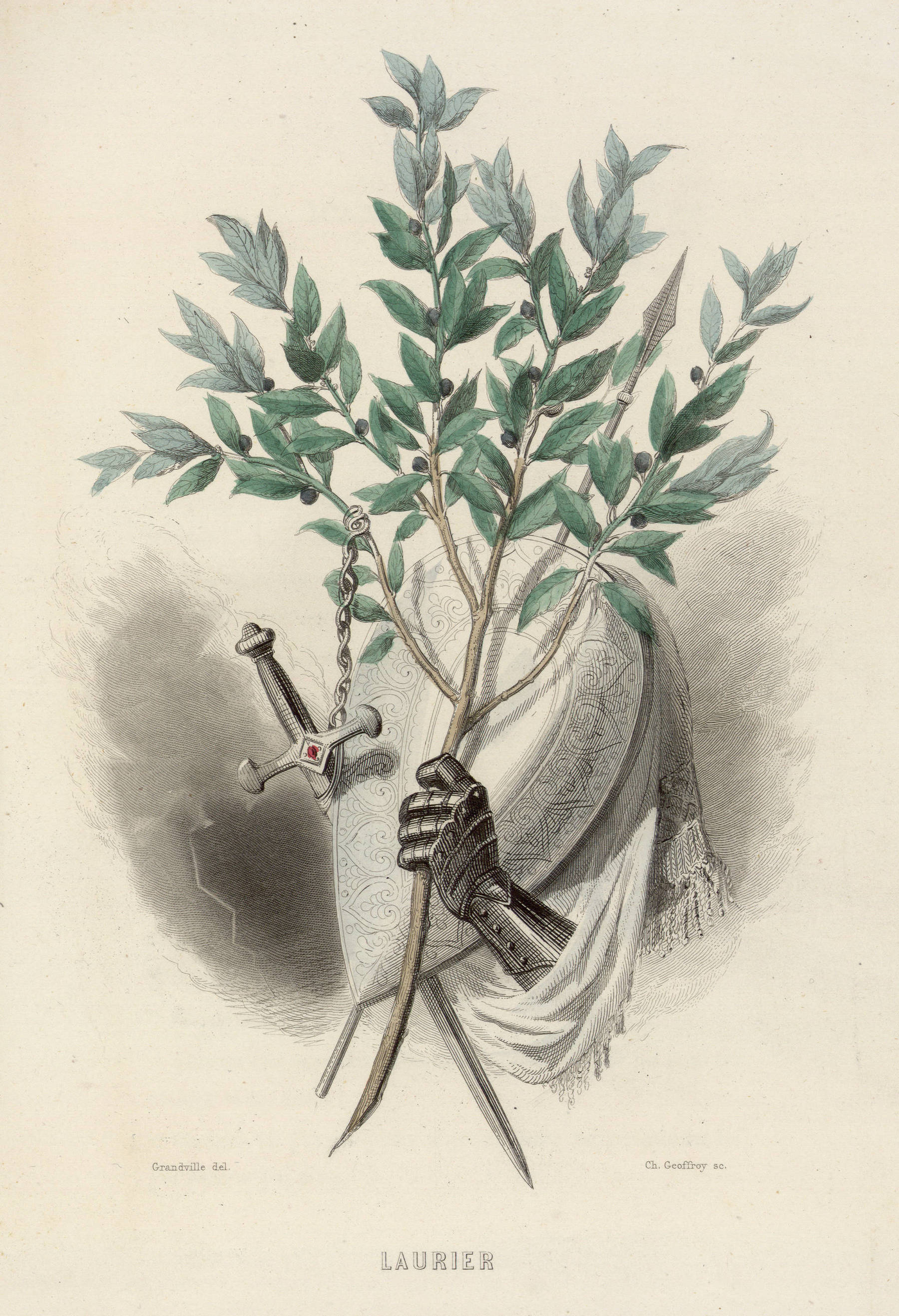
Personnification du laurier par Grandville (extrait de Les Fleurs animées, tome 1, 1847, Bibliothèque de Nancy).